# Йодерит
Йодерит — редкий минерал, гидросиликат магния, железа и алюминия. Назван в честь американского петролога Хаттена Йодера.
Встречается как породообразующий минерал в высокобарных тальковых сланцах совместно с кианитом, тальком, гематитом, кварцем. Единственная известная находка — Маутиа Хилл в Танзании.